# Guy Savoy
Pour les articles homonymes, voir Savoy.
Guy Savoy, né le 24 juillet 1953 à Nevers, est un chef cuisinier français. Son restaurant, situé dans le 6e arrondissement de Paris, est doublement étoilé au Guide Michelin depuis 1985 et triplement étoilé de 2002 à 2022.
Le 13 novembre 2024, il devient le premier chef cuisinier à être élu à l'Académie des beaux-arts.

## Biographie

### Origines
En 1955, ses parents partent s'installer à Bourgoin-Jallieu en Isère (à 40 km au sud-est de Lyon) où son père est jardinier municipal et sa mère tient une petite buvette. Elle transforme cette buvette en restaurant rapide puis en restaurant renommé dans les environs, baptisé L'esplanade,.

### Formation
En 1969, âgé de 16 ans, Guy Savoy entre en apprentissage à Bourgoin-Jallieu chez le maître chocolatier Louis Marchand qui fut élève de Maurice Bernachon, le plus grand pâtissier-chocolatier de Lyon,.
En 1970, âgé de 17 ans, il entre en apprentissage chez les Frères Troisgros à Roanne. Il y restera 3 années. Lors de cet apprentissage, il noue une amitié indéfectible avec Bernard Loiseau. En 1973, il rejoint Paris et le restaurant Lasserre. Il continue à se perfectionner les années suivantes au Lion d'Or à Cologny sur les hauts de Genève et du lac Léman chez Jacques Lacombe, et à L'Oasis à La Napoule sur la Côte d'Azur, dirigé par Louis Outhier.

### Parcours professionnel
En 1977, Claude Verger lui confie la place de chef de son restaurant La Barrière de Clichy après le grand chef cuisinier Bernard Loiseau.
En 1980, il s’installe à son compte rue Duret, dans le 16e arrondissement de Paris où il ouvre son premier restaurant, et obtient sa première étoile au Guide Michelin un an plus tard en 1981 et sa deuxième en 1985.
En 1987, il déménage 18 rue Troyon dans le 17e arrondissement de Paris, à deux pas de l'avenue des Champs-Élysées et de l'Arc de triomphe, où il ouvre son Restaurant Guy Savoy, plus spacieux.
En 2000, celui-ci est rénové par l'architecte Jean-Michel Wilmotte.
Entre 1987 et 1997, le chef ouvre également sept bistrots-restaurants à Paris.
En 1997, il entre au dictionnaire Larousse.
En 2002, il obtient une troisième étoile au Guide Michelin.
En 2006, le Caesars Palace de Las Vegas ouvre un Restaurant Guy Savoy, jumeau du restaurant parisien.
En 2007, il double un personnage secondaire dans la version française du film d'animation Ratatouille.
En 2015, il transfère son principal restaurant au 11 quai de Conti dans l'hôtel de la Monnaie, construit au XVIIIe siècle.
En 2022, il est désigné pour la 6e fois consécutive « Meilleur restaurant au monde » selon le classement annuel "La Liste".
En 2023, son restaurant perd la troisième étoile Michelin à la surprise générale .

### Autres fonctions
- Administrateur de la Mission Française du Patrimoine et des Cultures Alimentaires qui porte la candidature et obtient l'inscription du repas gastronomique des Français sur la liste représentative du patrimoine culturel immatériel de l'UNESCO.
- Membre fondateur du Collège culinaire de France.
- Membre du Comité Colbert depuis 2013.
- Membre du Conseil de promotion du tourisme, créé en 2014 par le ministre des Affaires étrangères et du Développement international.

### Vie privée
En 1975, Guy Savoy épouse Danielle, avec qui il a deux enfants : Caroline (née en 1976) et Franck (né en 1979).
À partir de 2013, il partage sa vie avec la journaliste Sonia Mabrouk,. Ils se marient en 2018. En octobre 2022, le couple se sépare,.

## Établissements

### Restaurants principaux
- Restaurant Guy Savoy - 11 quai de Conti - 6e arrondissement de Paris, ouvert depuis le 19 mai 2015 à midi (après son transfert depuis le 18 rue Troyon - 17e arrondissement de Paris)
- Restaurant Guy Savoy au Caesars Palace de Las Vegas aux États-Unis[15],[16]

### Autres restaurants
- Atelier Maître Albert - 5e arrondissement de Paris[17]
- Le Chiberta - 8e arrondissement de Paris

## Distinctions
- Officier de la Légion d'honneur (2009)
- Officier de l'ordre du Mérite agricole (2005) ; chevalier le 14 janvier 1991[18]
- Commandeur de l'ordre des Arts et des Lettres au titre de « cuisinier-restaurateur » (2003)[19]

En 2000, Guy Savoy est fait Chevalier de la Légion d'honneur, décoré par Jean Glavany, ministre de l'Agriculture. En 2009, il est promu au grade d'Officier de la Légion d'honneur.
Le Restaurant Guy Savoy à Paris reçoit en 2002 trois étoiles au Guide Michelin. En 2020, il est désigné pour la quatrième année consécutive « Meilleur restaurant au monde » par La Liste. Il a cinq Toques au Gault et Millau, trois Assiettes au Guide Pudlowski, et est classé dans les « Meilleures tables de Paris » au Guide Lebey.
Le Restaurant Guy Savoy à Las Vegas reçoit[Quand ?] deux étoiles Michelin, le AAA Five Diamond Award, le Forbes Five Star Award et le Wine Spectator Grand Award.
En 2018, il est lauréat du Prix du Rayonnement gastronomique français.
En 2019, il entre dans l'académie des « Toques d'or » du Gault & Millau.
En 2024, il entre à l'Académie des beaux-arts, au fauteuil V de la section des membres libres, précédemment occupé par Michel David-Weill.

## Publications
- Avec Guy Langlois, Légumes gourmands, Plon, 1986
- La Gourmandise apprivoisée, Albin Michel, 1987
- La Cuisine de mes bistrots, Hachette, 1998
- 120 recettes comme à la maison, Filipacchi, 2000
- Vos Petits plats par un grand, Minerva, 2003
- Desserts - Comme à la maison, comme au restaurant, Éditions Alain Ducasse, 2013
- Best of Guy Savoy, Éditions Alain Ducasse, 2013
- Avec Gonzague Saint Bris, Le Goût de Stendhal, Éditions Télémaque, 2014
- Savourer la vie, Flammarion, 2015
- Tout l’œuf, Éditions Télémaque, 2015
- Le Geste et la Manière, Le Cherche Midi, 2022

## Filmographie
Sauf indication contraire, les informations mentionnées dans cette section peuvent être confirmées par les bases de données cinématographiques IMDb et Allociné,  présentes dans la section « Liens externes ».
- 2007 : Ratatouille : Horst (voix ; doublage français)[7]
- 2012 : Mais qui a re-tué Pamela Rose ? : le chef cuistot de l'avion